# Бурлан
Бурлан (фр. Bourlens) насеље је и општина у југозападној Француској у региону Аквитанија, у департману Лот и Гарона која припада префектури Вилнев сир Лот.
По подацима из 2011. године у општини је живело 358 становника, а густина насељености је износила 23,19 становника/km². Општина се простире на површини од 15,44 km². Налази се на средњој надморској висини од 180 метара (максималној 235 m, а минималној 96 m).

## Демографија
| 1962. | 1968. | 1975. | 1982. | 1990. | 1999. | 2011. |
| ----- | ----- | ----- | ----- | ----- | ----- | ----- |
| 278   | 308   | 342   | 368   | 376   | 354   | 358   |

График промене броја становника у току последњих година